# Болгарія на літніх Олімпійських іграх 2024
Болгарію на літніх Олімпійських іграх 2024 представляли сорок шість спортсменів у п'ятнадцятьох видах спорту.

## Медалісти
| Медаль | Ім'я                | Вид спорту         | Змагання                         | Дата     |
| ------ | ------------------- | ------------------ | -------------------------------- | -------- |
| 1      | Семен Новіков       | Боротьба           | греко-римська боротьба, до 87 кг | 8 серпня |
| 1      | Карлос Насар        | Важка атлетика     | до 89 кг                         | 9 серпня |
| 1      | Магомед Рамазанов   | Боротьба           | вільна боротьба, до 86 кг        | 9 серпня |
| 2      | Боряна Калейн       | Художня гімнастика | індивідуальне багатоборство      | 9 серпня |
| 3      | Кімія Алізаде       | Тхеквондо          | до 57 кг                         | 8 серпня |
| 3      | Божидар Андреєв     | Важка атлетика     | до 73 кг                         | 8 серпня |
| 3      | Хав'єр Ібаньєс Діас | Бокс               | до 57 кг                         | 8 серпня |